# Championnats Banque Nationale de Granby 2024
Die Championnats Banque Nationale de Granby 2024 waren ein ITF-Tennisturnier der ITF Women’s World Tennis Tour 2024 für Damen und ein ATP-Tennisturnier der ATP Challenger Tour 2024 für Herren in Granby und fanden parallel vom 15. bis 21. Juli 2024 statt.